# Iain MacMillan
Iain Stewart MacMillan (ur. 20 października 1938 w Dundee, zm. 8 maja 2006 w Carnoustie) – brytyjski fotograf, najbardziej znany ze zrobienia słynnego zdjęcia przechodzących przez przejście dla pieszych przy Abbey Road członków zespołu The Beatles, wykorzystanego na okładce płyty Abbey Road.
MacMillian współpracował jeszcze dwa razy z członkami zespołu The Beatles: pomógł przy projektowaniu oprawy graficznej singla Johna Lennona i Yoko Ono pt. Happy Xmas (War Is Over) oraz zrobił remake okładki Abbey Road dla Paula McCartneya na płytę Paul Is Live.
MacMillian zmarł w Szkocji, przegrywając długą walkę z rakiem.